# Alexandr Karelin
Alexandr Alexándrovich Karelin (en ruso: Александр Александрович Карелин; Novosibirsk, 19 de septiembre de 1967) es un deportista ruso que compitió en lucha grecorromana; tres veces campeón olímpico, nueve veces campeón mundial y doce veces campeón europeo.

## Biografía

### Trayectoria deportiva
Conocido como el «Oso Ruso», «Alejandro el Grande» o el «Experimento», es considerado como el mejor luchador de estilo grecorromano de la historia. Alabado por su impresionante fuerza y éxito sin precedentes en su disciplina, Karelin se mantuvo trece años invicto en competiciones internacionales (desde 1987 al 2000), hasta que perdió contra el estadounidense Rulon Gardner en el combate por el oro en los Juegos Olímpicos de Sídney 2000.
Participó en cuatro Juegos Olímpicos de Verano, obteniendo una medalla en cada edición: oro en Seúl 1988, Barcelona 1992 y Atlanta 1996, y plata en Sídney 2000, todas en la categoría de 130 kg. Además, fue abanderado en tres ceremonias de apertura bajo banderas diferentes: por la Unión Soviética en Seúl 1988, por el Equipo Unificado en Barcelona 1992 y por Rusia en Atlanta 1996.
Ganó nueve medallas de oro en el Campeonato Mundial de Lucha entre los años 1989 y 1999, y doce medallas de oro en el Campeonato Europeo de Lucha entre los años 1988 y 2000.

### Política
Se retiró oficialmente de la competición en 2000, Se graduó en 2002, en la Academia de Siberia de Educación Física con un título de doctor en Pedagogía Deportiva. Entre 1995 y 1999 trabajó en la Policía y alcanzó el rango de coronel. Posteriormente comenzó una carrera política: se unió al partido político Rusia Unida y fue elegido representante en la Duma Estatal en 1999 y reelegido en 2003, 2007 y 2011.
En 1997 recibió el título de Héroe de la Federación Rusa, y fue condecorado con la Orden de Honor (2001) y la Orden al Mérito por la Patria de IV grado (2008).

## Palmarés internacional
| Representando a la Unión Soviética |                          |                  |           |
| Juegos Olímpicos                   |                          |                  |           |
| Año                                | Lugar                    | Medalla          | Categoría |
| 1988                               | Seúl (Corea del Sur)     | Medalla de oro   | 130 kg    |
| Campeonato Mundial                 |                          |                  |           |
| Año                                | Lugar                    | Medalla          | Categoría |
| 1989                               | Martigny (Suiza)         | Medalla de oro   | 130 kg    |
| 1990                               | Ostia (Italia)           | Medalla de oro   | 130 kg    |
| 1991                               | Varna (Bulgaria)         | Medalla de oro   | 130 kg    |
| Campeonato Europeo                 |                          |                  |           |
| Año                                | Lugar                    | Medalla          | Categoría |
| 1988                               | Kolbotn (Noruega)        | Medalla de oro   | 130 kg    |
| 1989                               | Oulu (Finlandia)         | Medalla de oro   | 130 kg    |
| 1990                               | Poznań (Polonia)         | Medalla de oro   | 130 kg    |
| 1991                               | Aschaffenburg (Alemania) | Medalla de oro   | 130 kg    |
| Representando al Equipo Unificado  |                          |                  |           |
| Juegos Olímpicos                   |                          |                  |           |
| Año                                | Lugar                    | Medalla          | Categoría |
| 1992                               | Barcelona (España)       | Medalla de oro   | 130 kg    |
| Representando a la CEI             |                          |                  |           |
| Campeonato Europeo                 |                          |                  |           |
| Año                                | Lugar                    | Medalla          | Categoría |
| 1992                               | Copenhague (Dinamarca)   | Medalla de oro   | 130 kg    |
| Representando a Rusia              |                          |                  |           |
| Juegos Olímpicos                   |                          |                  |           |
| Año                                | Lugar                    | Medalla          | Categoría |
| 1996                               | Atlanta (Estados Unidos) | Medalla de oro   | 130 kg    |
| 2000                               | Sídney (Australia)       | Medalla de plata | 130 kg    |
| Campeonato Mundial                 |                          |                  |           |
| Año                                | Lugar                    | Medalla          | Categoría |
| 1993                               | Estocolmo (Suecia)       | Medalla de oro   | 130 kg    |
| 1994                               | Tampere (Finlandia)      | Medalla de oro   | 130 kg    |
| 1995                               | Praga (República Checa)  | Medalla de oro   | 130 kg    |
| 1997                               | Breslau (Polonia)        | Medalla de oro   | 130 kg    |
| 1998                               | Gävle (Suecia)           | Medalla de oro   | 130 kg    |
| 1999                               | El Pireo (Grecia)        | Medalla de oro   | 130 kg    |
| Campeonato Europeo                 |                          |                  |           |
| Año                                | Lugar                    | Medalla          | Categoría |
| 1993                               | Estambul (Turquía)       | Medalla de oro   | 130 kg    |
| 1994                               | Atenas (Grecia)          | Medalla de oro   | 130 kg    |
| 1995                               | Besanzón (Francia)       | Medalla de oro   | 130 kg    |
| 1996                               | Budapest (Hungría)       | Medalla de oro   | 130 kg    |
| 1998                               | Minsk (Bielorrusia)      | Medalla de oro   | 130 kg    |
| 1999                               | Sofía (Bulgaria)         | Medalla de oro   | 130 kg    |
| 2000                               | Moscú (Rusia)            | Medalla de oro   | 130 kg    |